# Жуффруа, Жан
Жан Жуффруа (ок. 1412–1473) был бургундским прелатом и дипломатом.

## Биография
Жан Жуффруа родился в Люксёй-ле-Бен в герцогстве Бургундском. После вступления в орден бенедиктинцев и преподавания в университете Павии с 1435 по 1438 год он стал камергером Филиппа Доброго, герцога Бургундского, который поручил ему дипломатические миссии во Франции, Италии, Португалии и Кастилии.
Жюффруа был назначен аббатом Люксёйля (1451?), епископом Арраса (1453) и папским легатом (1459). При французском дворе его дипломатические обязанности привлекли к нему внимание Дофина, будущего Людовика XI. Жоффруа поступил на службу к Людовику и получил титул кардинала (1461), епископство Альби (1462) и аббатство Сен-Дени (1464). Король Людовик приставил Жуффруа к сеньору де Божё в экспедиции против Жана V, графа д’Арманьяка.